# Terquemia
Terquemia es un género de foraminífero bentónico considerado homónimo posterior de Terquemia Tate, 1868, y sustituido por Boldia de la subfamilia Gavelinellinae, de la familia Gavelinellidae, de la superfamilia Chilostomelloidea, del suborden Rotaliina y del orden Rotaliida. Su especie tipo era Rotalina lobata. Su rango cronoestratigráfico abarcaba el Luteciense (Eoceno medio).

## Clasificación
Terquemia incluía a la siguiente especie:
- Terquemia lobata †, aceptada como Boldia lobata